# Andrey Petrovich Kapitsa
Andrey Petrovich Kapitsa (tiếng Nga: Андре́й Петро́вич Капи́ца, 9 tháng 7 năm 1931 – 2 tháng 8 năm 2011) là nhà địa lý học người Nga, người tìm ra hồ Vostok, hồ dưới mặt băng lớn nhất thế giới ở Nam Cực. Ông phát hiện hồ dựa trên kỹ thuật dò chiều sâu địa chấn để đo độ dày của các dải băng Nam Cực, được tiến hành trong chuyến thám hiểm Nam Cực của Liên Xô (của một nhóm người trong đó ông là một người tham gia). Việc phát hiện ra hồ Vostok là một trong những khám phá địa lý lớn nhấttrên Trái đất.
Ông là con trai nhà vật lý nghiên cứu nhiệt độ thấp Pyotr Kapitsa.